# Гідрогеологічний поверх
Гідрогеологічний поверх — стратифікаційний підрозділ водоносних порід вищого рангу, який виділяється у вертикальному розрізі гідрогеологічної структури і відповідає значному етапу (орогенному, доорогенному, платформовому тощо) тектонічного розвитку території. Його об'єм приблизно може відповідати об'єму структурного поверху, хоча і не завжди з ним збігається. До складу кожного гідрогеологічного поверху входить кілька гідрогеологічних серій (їх не слід плутати з стратиграфічними серіями). В артезіанських басейнах платформ звичайно виділяють два гідрогеологічні поверхи, які розрізняються умовами формування підземних вод:
- верхній — в якому поширені переважно інфільтраційні (інфільтрогенні) води
- нижній — до якого приурочені суто седиментаційні літогенні (елізійні і відроджені) підземні води

Рух підземних вод у верхньому гідрогеологічному поверсі підпорядковується законам гідростатики і направлений від областей поглинання до областей розвантаження, тобто переважає низхідна і похило-латеральна фільтрація (інфільтраційний режим). В нижньому поверсі напірні води рухаються від центральних, найбільш занурених областей з максимальним тиском до периферії седиментаційних бесейнів, тобто переважає латерально-висхідна і висхідна фільтрація (літогенний режим). У найбільш заглиблених частинах басейнів іноді виділяють зону, або субповерх з термопружним режимом підземних вод. На менших глибинах ця зона присутня в областях тектонічної активізації щитів, де залягає нижче розсолів і заповнена менш мінералізованими, газонасиченими «мантійними», або «магматичними» ексфільтраційними водами переважно ювенільного походження.